# Champcueil
Ne doit pas être confondu avec Champdeuil.
Champcueil (prononcé [ ʃɑ̃kœj] ) est une commune française située à trente-neuf kilomètres au sud-est de Paris dans le département de l'Essonne, en région Île-de-France.
Ses habitants sont les Champcueillois.

## Géographie

### Situation

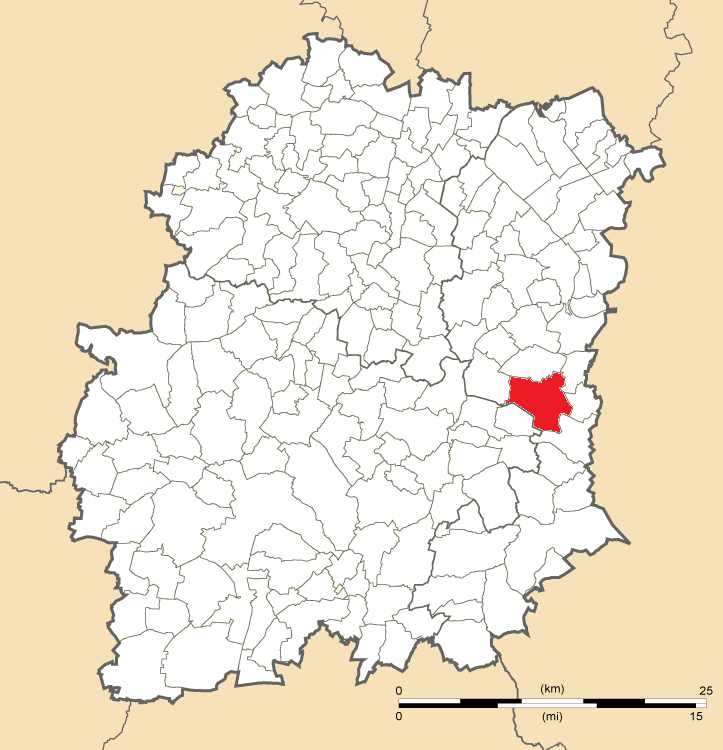
Position de Champcueil en Essonne.

Cette commune fait partie de la région historique du Gâtinais français (partie francilienne du Gâtinais), dont elle marque une des frontières, ainsi que du parc naturel régional du Gâtinais français. Elle est limitrophe avec le Hurepoix et la Beauce.
La forêt départementale des Grands Avaux représente une partie assez importante de son territoire, qui inclut aussi un plateau surélevé.
Champcueil est située à trente-neuf kilomètres au sud-est de Paris-Notre-Dame, point zéro des routes de France, treize kilomètres au sud d'Évry, huit kilomètres au nord-est de La Ferté-Alais, onze kilomètres au sud-ouest de Corbeil-Essonnes, treize kilomètres au nord de Milly-la-Forêt, dix-sept kilomètres au sud-est d'Arpajon, dix-neuf kilomètres au sud-est de Montlhéry, vingt-trois kilomètres au nord-est d'Étampes, vingt-sept kilomètres au sud-est de Palaiseau, trente-deux kilomètres à l'est de Dourdan.

### Hydrographie
L'aqueduc de la Vanne et du Loing traverse ses terres depuis  Beauvais, près du Saut du Postillon jusqu’aux lisières de Chevannes.

### Relief et géologie
Le point le plus bas de la commune est situé à soixante dix-sept mètres d'altitude et le point culminant à cent cinquante-six mètres.

### Communes limitrophes
|                         | Chevannes  | Auvernaux            |
| Ballancourt-sur-Essonne | Champcueil | Nainville-les-Roches |
| Baulne                  | Mondeville | Soisy-sur-École      |

### Climat
Pour des articles plus généraux, voir Climat de l'Île-de-France et Climat de l'Essonne.
En 2010, le climat de la commune est de type climat océanique dégradé des plaines du Centre et du Nord, selon une étude du CNRS s'appuyant sur une série de données couvrant la période 1971-2000. En 2020, Météo-France publie une typologie des climats de la France métropolitaine dans laquelle la commune est exposée à un climat océanique altéré et est dans la région climatique Sud-ouest du bassin Parisien, caractérisée par une faible pluviométrie, notamment au printemps (120 à 150 mm) et un hiver froid (3,5 °C). 
Pour la période 1971-2000, la température annuelle moyenne est de 11,1 °C, avec une amplitude thermique annuelle de 15,4 °C. Le cumul annuel moyen de précipitations est de 667 mm, avec 10,7 jours de précipitations en janvier et 7,5 jours en juillet. Pour la période 1991-2020, la température moyenne annuelle observée sur la station météorologique la plus proche, située sur la commune de Nainville-les-Roches à 4 km à vol d'oiseau, est de 11,5 °C et le cumul annuel moyen de précipitations est de 702,3 mm,. Pour l'avenir, les paramètres climatiques de la commune estimés pour 2050 selon différents scénarios d'émission de gaz à effet de serre sont consultables sur un site dédié publié par Météo-France en novembre 2022.
| Mois                                  | jan.             | fév.             | mars            | avril         | mai             | juin          | jui.           | août           | sep.         | oct.            | nov.            | déc.           | année      |
| ------------------------------------- | ---------------- | ---------------- | --------------- | ------------- | --------------- | ------------- | -------------- | -------------- | ------------ | --------------- | --------------- | -------------- | ---------- |
| Température minimale moyenne (°C)     | 1,4              | 1,3              | 3,4             | 4,9           | 8,7             | 11,6          | 14             | 13,5           | 10,2         | 7,7             | 3,8             | 2              | 6,9        |
| Température moyenne (°C)              | 4,1              | 4,8              | 8,1             | 10,2          | 14,3            | 17,5          | 20,1           | 19,7           | 15,7         | 11,8            | 7               | 4,6            | 11,5       |
| Température maximale moyenne (°C)     | 6,7              | 8,2              | 12,8            | 15,5          | 19,8            | 23,3          | 26,3           | 25,9           | 21,1         | 16              | 10,1            | 7,1            | 16,1       |
| Record de froid (°C) date du record   | −20,5 17.01.1985 | −13,3 26.02.1986 | −12,4 01.03.05  | −5 12.04.1986 | −1,5 10.05.1980 | 1,8 04.06.01  | 4,5 17.07.1980 | 2,5 31.08.1986 | 2 29.09.1990 | −4,5 30.10.1985 | −11 24.11.1998  | −11 31.12.1985 | −20,5 1985 |
| Record de chaleur (°C) date du record | 16,5 05.01.1999  | 21,5 24.02.1990  | 25,5 29.03.1989 | 29,3 30.04.05 | 33 27.05.05     | 35,1 20.06.05 | 37,4 19.07.06  | 39 04.08.1990  | 32 04.09.05  | 30,2 01.10.1985 | 20,5 11.11.1995 | 17,2 07.12.00  | 39 1990    |
| Précipitations (mm)                   | 56,7             | 50,5             | 51,7            | 52,7          | 68,4            | 63,3          | 49,8           | 48,6           | 60,1         | 64,2            | 63,6            | 72,7           | 702,3      |

### Voies de communication et transports
Des cars de la ligne 24.11 et 24.12 font la navette entre la gare de Mennecy (RER D) et le village via l'hôpital Georges-Clemenceau. Compter environ 30 minutes de trajet.
Les bus ne circulent pas les dimanches et les jours fériés.
La commune est également desservie par la ligne de bus 4308 du réseau de bus Essonne Sud Est. 
Les horaires sont disponibles en mairie et à la gare de Mennecy.

### Lieux-dits, écarts et quartiers
Champcueil est composé d'un village principal, ainsi que des hameaux de Loutteville et de Beauvais.

## Urbanisme

### Typologie
Au 1er janvier 2024, Champcueil est catégorisée commune rurale à habitat dispersé, selon la nouvelle grille communale de densité à sept niveaux définie par l'Insee en 2022.
Elle est située hors unité urbaine. Par ailleurs la commune fait partie de l'aire d'attraction de Paris, dont elle est une commune de la couronne,. Cette aire regroupe 1 929 communes,.

### Occupation des solssimplifiée
Le territoire de la commune se compose en 2017 de 91,01 % d'espaces agricoles, forestiers et naturels, 2,42 % d'espaces ouverts artificialisés et 6,57 % d'espaces construits artificialisés.

## Toponymie
Le lieu était précédemment appelé Chancolia, Chamqueille, Chancuelle. En 1793, la commune fut créée avec le nom orthographié Champceuil, le nom actuel ne fut introduit qu'en 1801 dans le bulletin des lois.

## Politique et administration

### Rattachements administratifs et électoraux
La commune de Champcueil fait partie au canton de Mennecy, qui s'est étendu à d'autres communes lors du redécoupage cantonal de 2014 en France.
Le canton est lui-même intégré à l'Arrondissement d’Évry et à la deuxième circonscription de l'Essonne.

### Intercommunalité
La commune est membre fondatrice de la communauté de communes du Val d'Essonne.

### Tendances et résultats politiques
Élections présidentielles
Résultats des deuxièmes tours :
- Élection présidentielle de 2002 : 84,31 % pour Jacques Chirac (RPR), 15,69 % pour Jean-Marie Le Pen (FN), 83,37 % de participation[28].
- Élection présidentielle de 2007 : 53,99 % pour Nicolas Sarkozy (UMP), 46,01 % pour Ségolène Royal (PS), 88,61 % de participation[29].
- Élection présidentielle de 2012 : 51,92 % pour François Hollande (PS), 48,08 % pour Nicolas Sarkozy (UMP), 82,79 % de participation[30].

Élections législatives
Résultats des deuxièmes tours :
- Élections législatives de 2002 : 52,70 % pour Franck Marlin (UMP), 47,30 % pour Gérard Lefranc (PCF), 59,19 % de participation[31].
- Élections législatives de 2007 : 46,67 % pour Franck Marlin (UMP) élu au premier tour, 24,58 % pour Marie-Agnès Labarre (PS), 62,45 % de participation[32].
- Élections législatives de 2012 : 50,00 % pour Franck Marlin (UMP), 50,00 % pour Béatrice Pèrié (PS), 55,37 % de participation[33].

Élections européennes
Résultats des deux meilleurs scores :
- Élections européennes de 2004 : 30,46 % pour Harlem Désir (PS), 15,15 % pour Patrick Gaubert (UMP), 43,51 % de participation[34].
- Élections européennes de 2009 : 24,89 % pour Michel Barnier (UMP), 23,33 % pour Daniel Cohn-Bendit (Les Verts), 43,43 % de participation[35].
- Élections européennes de 2014 : 23,76 % pour Aymeric Chauprade (FN), 21,36 % pour Alain Lamassoure (UMP), 40,87 % de participation[36].

Élections régionales
Résultats des deux meilleurs scores :
- Élections régionales de 2004 : 53,94 % pour Jean-Paul Huchon (PS), 35,31 % pour Jean-François Copé (UMP), 67,61 % de participation[37].
- Élections régionales de 2010 : 62,24 % pour Jean-Paul Huchon (PS), 37,76 % pour Valérie Pécresse (UMP), 49,52 % de participation[38].

Élections cantonales et départementales
Résultats des deuxièmes tours :
- Élections cantonales de 2001 : données manquantes.
- Élections cantonales de 2008 : 53,69 % pour Christian Richomme (PS), 46,31 % pour Patrick Imbert (UMP), 45,30 % de participation[39].

Élections municipales,
Résultats des deuxièmes tours :
- Élections municipales de 2001 : données manquantes.
- Élections municipales de 2008 : 947 voix pour Laurent Caso (?), 940 voix pour Frédérique Morel (?), 61,67 % de participation[40].

Référendums
- Référendum de 2000 relatif au quinquennat présidentiel : 76,59 % pour le Oui, 23,41 % pour le Non, 31,76 % de participation[41].
- Référendum de 2005 relatif au traité établissant une Constitution pour l'Europe : 54,16 % pour le Non, 45,84 % pour le Oui, 74,65 % de participation[42].

### Politique locale
En 2016, à la suite de la démission de 9 conseillers municipaux, de nouvelles élections municipales sont organisées le 3 avril, qui voient la défaite du maire sortant, Pierre Aldeguer, au bénéfice de la liste conduite par Martine Hivert, première femme maire de Champcueil.

### Politique de développement durable
La commune a engagé une politique de développement durable en lançant une démarche d'Agenda 21.

## Population et société

### Démographie

#### Évolution démographique
L'évolution du nombre d'habitants est connue à travers les recensements de la population effectués dans la commune depuis 1793. Pour les communes de moins de 10 000 habitants, une enquête de recensement portant sur toute la population est réalisée tous les cinq ans, les populations de référence des années intermédiaires étant quant à elles estimées par interpolation ou extrapolation. Pour la commune, le premier recensement exhaustif entrant dans le cadre du nouveau dispositif a été réalisé en 2008.

En 2022, la commune comptait 2 873 habitants, en évolution de +0,1 % par rapport à 2016 (Essonne : +2,89 %, France hors Mayotte : +2,11 %).
| 1793 | 1800 | 1806 | 1821 | 1831 | 1836 | 1841 | 1846 | 1851 |
| ---- | ---- | ---- | ---- | ---- | ---- | ---- | ---- | ---- |
| 550  | 641  | 661  | 591  | 704  | 706  | 585  | 999  | 617  |

| 1856 | 1861 | 1866 | 1872 | 1876 | 1881 | 1886 | 1891 | 1896 |
| ---- | ---- | ---- | ---- | ---- | ---- | ---- | ---- | ---- |
| 631  | 592  | 603  | 635  | 586  | 544  | 557  | 559  | 558  |

| 1901 | 1906 | 1911 | 1921 | 1926 | 1931 | 1936  | 1946  | 1954  |
| ---- | ---- | ---- | ---- | ---- | ---- | ----- | ----- | ----- |
| 563  | 524  | 510  | 462  | 490  | 505  | 1 015 | 1 066 | 1 047 |

| 1962 | 1968  | 1975  | 1982  | 1990  | 1999  | 2006  | 2008  | 2013  |
| ---- | ----- | ----- | ----- | ----- | ----- | ----- | ----- | ----- |
| 515  | 1 147 | 2 205 | 2 129 | 2 586 | 2 528 | 2 732 | 2 774 | 2 851 |

| 2018  | 2022  | - | - | - | - | - | - | - |
| ----- | ----- | - | - | - | - | - | - | - |
| 2 864 | 2 873 | - | - | - | - | - | - | - |

#### Pyramide des âges
En 2018, le taux de personnes d'un âge inférieur à 30 ans s'élève à 35,0 %, soit en dessous de la moyenne départementale (39,9 %). À l'inverse, le taux de personnes d'âge supérieur à 60 ans est de 27,9 % la même année, alors qu'il est de 20,1 % au niveau départemental.
En 2018, la commune comptait 1 427 hommes pour 1 437 femmes, soit un taux de 50,17 % de femmes, légèrement inférieur au taux départemental (51,02 %).
Les pyramides des âges de la commune et du département s'établissent comme suit.
| Hommes | Classe d’âge | Femmes |
| ------ | ------------ | ------ |
| 2,0    | 90 ou +      | 4,2    |
| 6,7    | 75-89 ans    | 12,4   |
| 14,9   | 60-74 ans    | 15,4   |
| 20,8   | 45-59 ans    | 20,8   |
| 17,0   | 30-44 ans    | 15,7   |
| 21,3   | 15-29 ans    | 14,5   |
| 17,3   | 0-14 ans     | 17,0   |

| Hommes | Classe d’âge | Femmes |
| ------ | ------------ | ------ |
| 0,5    | 90 ou +      | 1,4    |
| 5,4    | 75-89 ans    | 7,2    |
| 12,9   | 60-74 ans    | 13,9   |
| 20     | 45-59 ans    | 19,4   |
| 19,9   | 30-44 ans    | 20,1   |
| 20     | 15-29 ans    | 18,2   |
| 21,3   | 0-14 ans     | 19,8   |

### Équipements scolaires
Les élèves de Champcueil sont rattachés à l'académie de Versailles.
La commune dispose de l'école maternelle publique et des écoles élémentaires Chancolia et du Hameau de Beauvais et du collège Olympe de Gouges.

### Équipements de santé
La commune dispose sur son territoire de la maison de retraite les Jardins de Séréna.

### Équipements  sportifs
- 13 parcours d'escalade sur blocs et des sentiers GR sont situés dans la forêt des Avaux, en bordure de la forêt de Fontainebleau.

### Services publics
La commune de Champcueil dispose en 2011 sur son territoire d'une agence postale.

### Lieux de culte

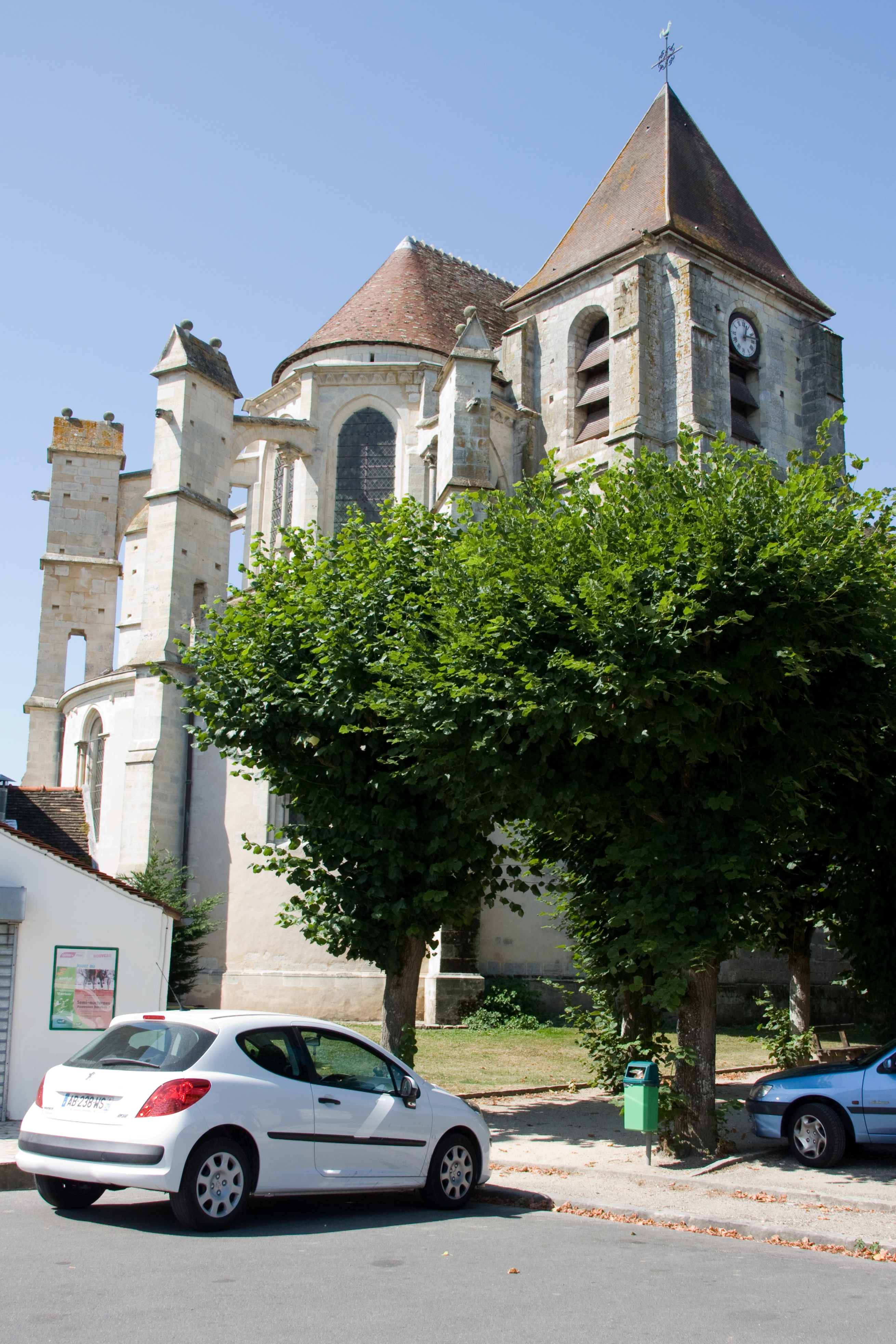
L'église de l'Assomption-de-la-Très-Sainte-Vierge.

La paroisse catholique de Champcueil est rattachée au secteur pastoral de La Ferté-Alais-Val d'Essonne et au diocèse d'Évry-Corbeil-Essonnes. Elle dispose de l'église de l'Assomption-de-la-Très-Sainte-Vierge.

### Médias
L'hebdomadaire Le Républicain relate les informations locales. La commune est en outre dans le bassin d'émission des chaînes de télévision France 3 Paris Île-de-France Centre, IDF1 et Téléssonne intégré à Télif.

## Économie
- 61 entreprises en 2001 (artisans, commerçants).
- Zone industrielle, ZAC : Zone de la Bigotte.
- Agriculture : céréales (blé, orge, maïs), colza, petit pois, betterave sucrière, pomme de terre.

### Emplois, revenus et niveau de vie (2010)
En 2010, le revenu fiscal médian par ménage était de 46 706 €, ce qui plaçait Champcueil au 601e rang parmi les 31 525 communes de plus de 39 ménages en métropole.
| Répartition des emplois par catégories socioprofessionnelles en 2006. |              |                                           |                                                   |                            |                          |                           |
|                                                                       | Agriculteurs | Artisans, commerçants, chefs d’entreprise | Cadres et professions intellectuelles supérieures | Professions intermédiaires | Employés                 | Ouvriers                  |
| Champcueil                                                            | 0,3 %        | 3,7 %                                     | 10,4 %                                            | 21,2 %                     | 54,5 %                   | 9,8 %                     |
| Zone d’emploi d’Évry                                                  | 0,3 %        | 4,0 %                                     | 20,2 %                                            | 29,6 %                     | 28,2 %                   | 17,7 %                    |
| Moyenne nationale                                                     | 2,2 %        | 6,0 %                                     | 15,4 %                                            | 24,6 %                     | 28,7 %                   | 23,2 %                    |
| Répartition des emplois par secteurs d’activités en 2006.             |              |                                           |                                                   |                            |                          |                           |
|                                                                       | Agriculture  | Industrie                                 | Construction                                      | Commerce                   | Services aux entreprises | Services aux particuliers |
| Champcueil                                                            | 0,5 %        | 3,4 %                                     | 3,5 %                                             | 4,9 %                      | 5,0 %                    | 4,2 %                     |
| Zone d’emploi d’Évry                                                  | 0,9 %        | 13,5 %                                    | 5,4 %                                             | 14,6 %                     | 16,2 %                   | 6,9 %                     |
| Moyenne nationale                                                     | 3,5 %        | 15,2 %                                    | 6,4 %                                             | 13,3 %                     | 13,3 %                   | 7,6 %                     |
| Sources : Insee,                                                      |              |                                           |                                                   |                            |                          |                           |

## Culture locale et patrimoine

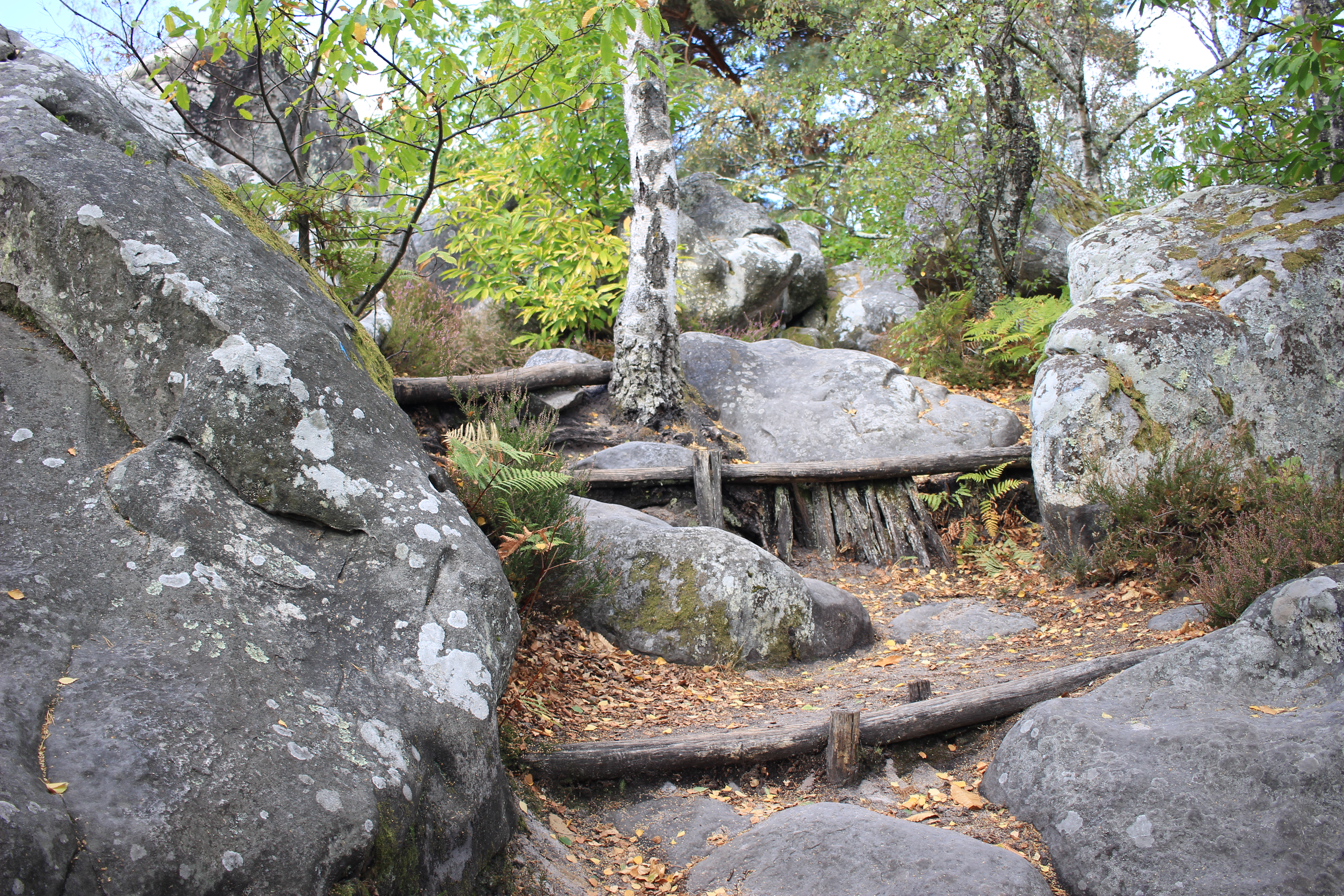
Forêt départementale des Grands Avaux.

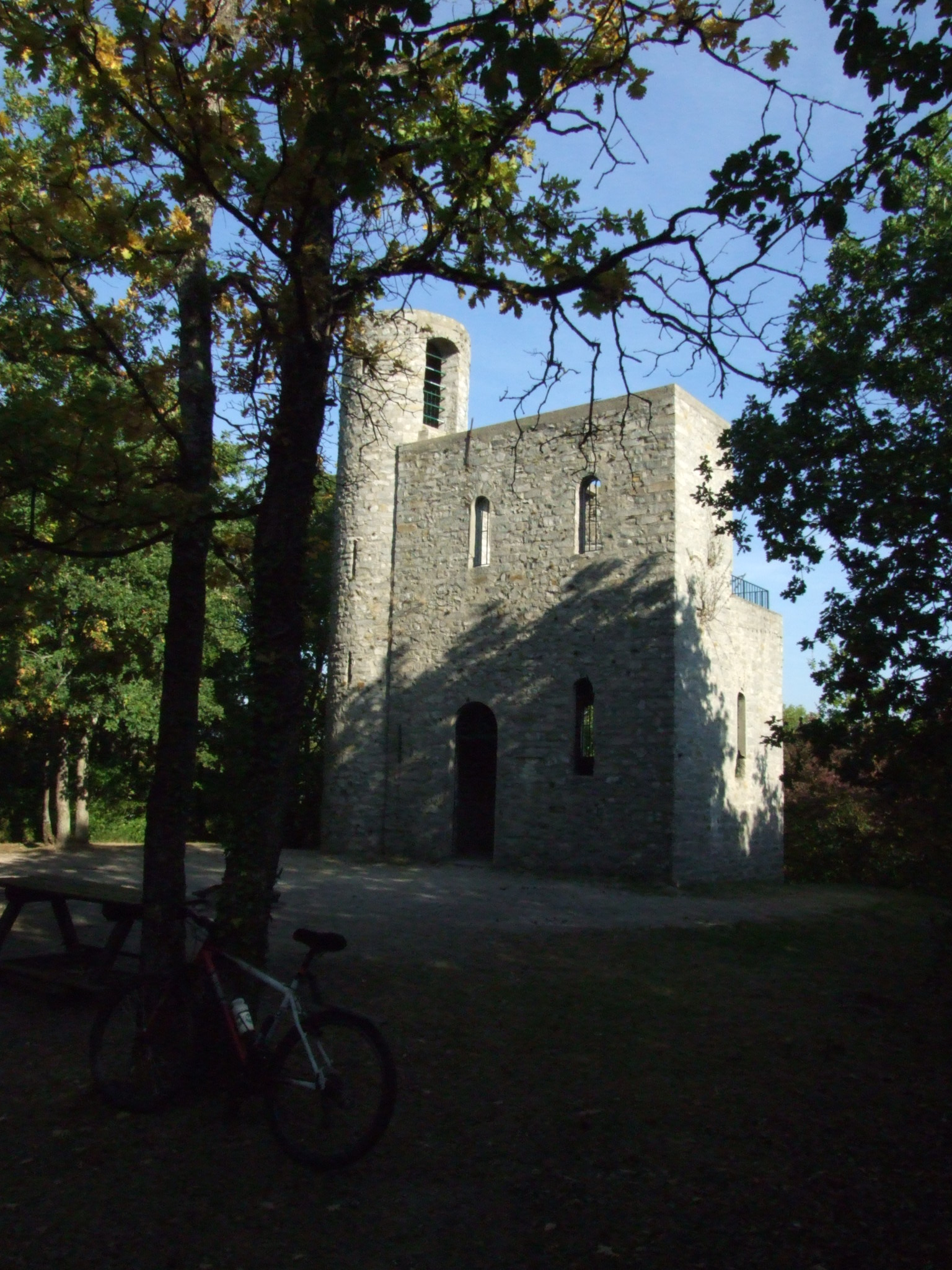
La tour du buisson.

### Patrimoine environnemental
Les bois de la commune ont été recensés au titre des espaces naturels sensibles par le conseil départemental de l'Essonne.

### Patrimoine architectural
Le Menhir des Buttes Noires découvert en 1993.
L'église Notre-Dame-de-l'Assomption-de-la-Très-Sainte-Vierge construite aux XIIe et XIIIe siècles a été classée aux monuments historiques le 20 juin 1986. Ce qui impressionne d'ailleurs le plus, c'est la taille démesurée de cet édifice par rapport au village qui ne compte que deux mille cinq cents habitants. L'origine de cette église reste d'ailleurs hypothétique, car Champcueil n'était pas un lieu de pèlerinage à l'époque médiévale. Le bâtiment a d'ailleurs été remanié au cours des siècles. Ainsi, au XIXe siècle, la partie haute du clocher fut abattue. Aujourd'hui, l'édifice est assez délabré, notamment la nef, mais le chœur a été restauré. Architecturalement, l'édifice comporte trois pignons: celui du porche, de la nef, puis du chœur. Des arcs boutants flanquent la nef et le chœur. Ceux de la nef sont soutenus par des échafaudages en bois du fait de leur vétusté.
Une ancienne chapelle du hameau de Beauvais, aujourd'hui disparue, a donné son nom à la rue de la Chapelle. Dans les parties boisées du plateau se situent les ruines d'un télégraphe Chappe. Dans les bois entre Beauvais et Loutteville, se trouve également un menhir de 2,10 m de hauteur. À la ferme de Malevoisine, une borne géodésique marque un lieu d'observation qui permit à l'abbé Picard de mesurer la longueur d'un arc de méridien terrestre de 1°. Tour observatoire du XIXe siècle dans la forêt proche de Beauvais (commune de Champcueil).

### Personnalités liées à la commune
Différents personnages publics sont nés, décédés ou ont vécu à Champcueil :
- Nicolas IV de Neufville de Villeroy (1542-1617), secrétaire d'État, en fut le seigneur ;
- Charles Krauss (1870-1926), acteur du cinéma muet, y est mort ;
- Solange Lamblin (1900-1984), femme politique, y est morte ;
- Jean Rigaux (1909-1991), chansonnier, y est mort ;
- Pierre Boussel (1920-2008), alias Pierre Lambert ou Lambert, ancien dirigeant trotskyste et candidat à l'élection présidentielle de 1988, y est mort.

### Héraldique
| Blason de Champcueil | Blason  | Écartelé : au premier et au quatrième d'argent aux trois bogues de châtaigne feuillées chacune d'une pièce de sinople, au deuxième et au troisième de gueules aux trois épis de blé d'or posés en pal et en sautoir ; sur le tout d'azur au chevron d'or accompagné de trois fleurs de lys du même. |
| Blason de Champcueil | Détails | |

### Champcueil dans les arts et la culture
- Du haut des « cent marches » et de la « tour du Buisson », dans les bois de la commune, par beau temps, on peut distinguer la tour Eiffel et la tour Montparnasse.